# Vojtěch Jarník

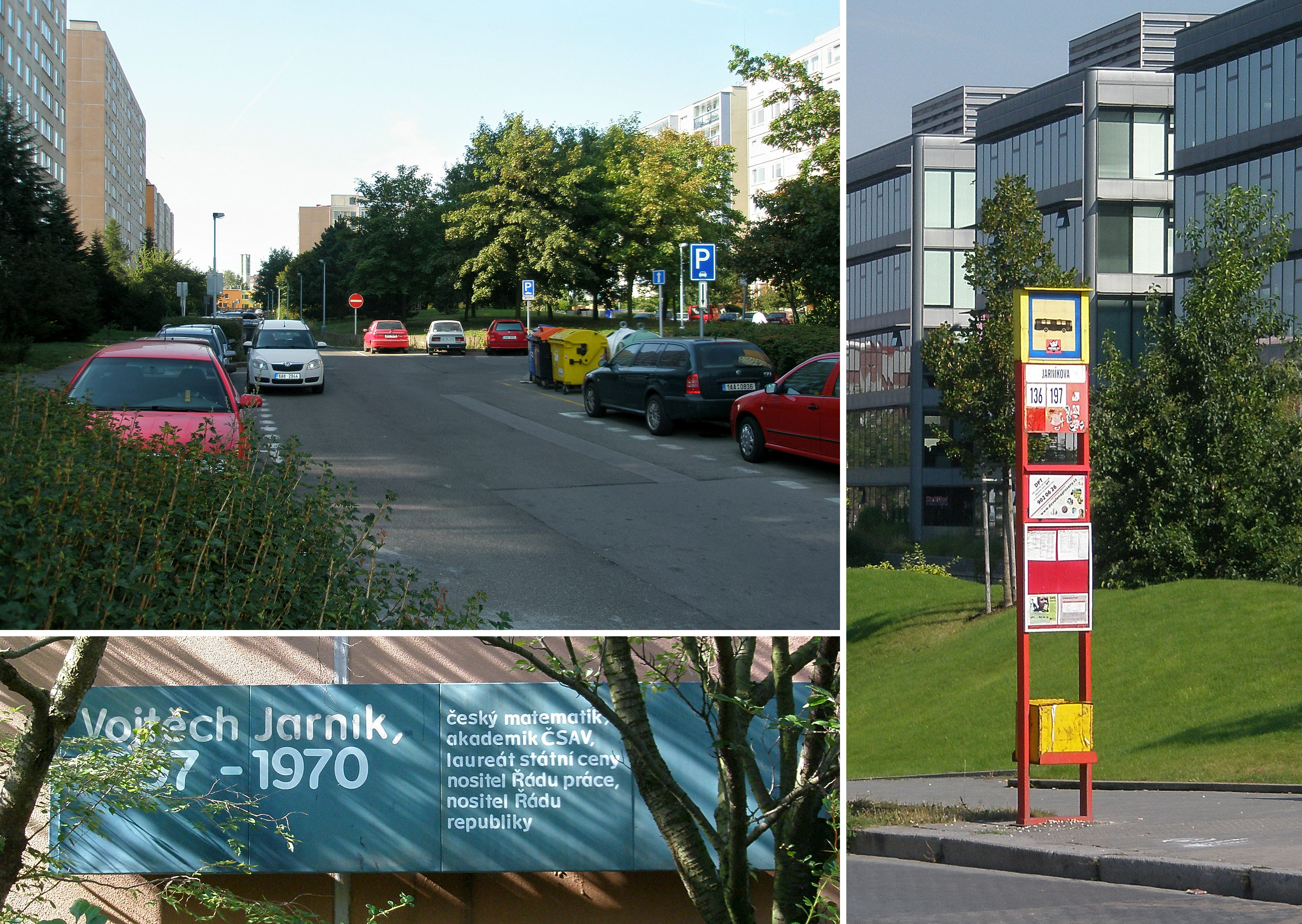
Na pražském Jižním Městě II je po Vojtěchu Jarníkovi pojmenována ulice a návazně autobusová zastávka

Vojtěch Jarník (22. prosince 1897 Praha – 22. září 1970 Praha), patřil mezi největší české matematiky 20. století.

## Život
Narodil se v rodině Jana Urbana Jarníka (1848–1923), doktora filozofie a profesora na české univerzitě v Praze a Jindřišky (Henrietty), rozené Eysseltové, šlechtičny z Klimpely (1856–??). Byl nejmladší ze šesti dětí.
Coby absolvent První české reálky v Ječné ulici v Praze nastoupil Vojtěch Jarník roku 1915 ke studiu matematiky a fyziky na Univerzitě Karlově v Praze. V roce 1919 vykonal zkoušku učitelské způsobilosti z fyziky a o rok později z matematiky. V roce 1921 následoval doktorát za práci O kořenech funkcí Besselových. Již v době svého studia byl v letech 1919–21 asistentem na české technice v Brně u profesora Jana Vojtěcha. Od roku 1921 přešel do Prahy k profesorovi Karlu Petrovi na Přírodovědeckou fakultu Karlovy univerzity. V roce 1925 se na univerzitě habilitoval z matematiky prací O mřížových bodech v rovině. Necelé tři roky studoval i na univerzitě v Göttingenu (1923–25, 1927–28), kde byl žákem profesora Edmunda Landaua.
V roce 1929 byl Vojtěch Jarník jmenován mimořádným profesorem matematiky na Karlově univerzitě a o šest let později pak řádným profesorem. Na univerzitě působil až do roku 1967, kdy odešel do penze. Po vzniku Československé akademie věd byl v roce 1952 jmenován akademikem a stal se prvním předsedou její matematicko-fyzikální sekce.
Vojtěch Jarník je pohřben na břevnovském hřbitově v Praze (hrob F 238).

## Dílo
Hlavní náplní jeho práce byly oblasti teorie čísel a matematické analýzy.
Objevil Jarníkův algoritmus pro nalezení minimální kostry grafu.
Zajímal se i o historii matematiky, obzvláštní péči věnoval studiu díla Bernarda Bolzana.
Vydal čtyřsvazkovou učebnici matematické analýzy, která se dodnes používá:
- 1. díl Úvod do integrálního počtu (1938) navazuje na Kösslerův Úvod do počtu diferenciálního.
- 2. díl Úvod do počtu diferenciálního (1946), později (1948) doplněn o rozšířený Úvod do počtu integrálního.
- Později vyšly další dva svazky.

V letech 1935–50 byl vedoucím redaktorem matematické části Časopisu pro pěstování matematiky a fyziky.
Jako jeden z mála Čechů patří mezi matematiky s Erdősovým číslem 1 (tzn.že s ním napsal společný článek).
Jeho doktorandem byl např. Břetislav Novák.

## Ocenění
Státní ocenění: laureát státní ceny Klementa Gottwalda, nositel Řádu práce a Řádu republiky.
Jmenuje se po něm asteroid (4023) Jarník.

## „Jarníkování“
Na Matematicko-fyzikální fakultě Univerzity Karlovy probíhá neformální přijímací akt nových studentů, tzv. jarníkování, který spočívá v tom, že po složení slibu jsou nastoupivší prváci „praštěni“ do hlavy svazkem učebnic integrálního a diferenciálního počtu – prvními dvěma díly Jarníkovy matematické analýzy.

## Jarníkovské přednášky
Od roku 2002 se na Matematicko-fyzikální fakultě Univerzity Karlovy konají Jarníkovské přednášky – v posluchárně, která nese Jarníkovo jméno.